# Fonte do Gabriel
A fonte do Gabriel, também conhecida como fonte Unhão, é um fontanário situado no centro da cidade de Salvador, mais especificamente na rua Augusto França. Encontra-se como estrutura histórica tombada pelo Instituto do Patrimônio Artístico e Cultural da Bahia (IPAC), órgão do governo do estado da Bahia, sob o Decreto de 10 de maio de 1984.
Não há informações precisas sobre sua origem, sabe-se que é um dos mais antigos fontanário da cidade, Domingos Rabelo, em 1829, relacionou a como uma das que se situava na freguesia de São Pedro.